# Zurück aus dem Weltall
Zurück aus dem Weltall ist ein deutsch-finnisches Liebes- und Tiermelodram aus dem Jahre 1958 von George Freedland mit Carl Möhner, Ann Savo und Helmut Schmid in den Hauptrollen.

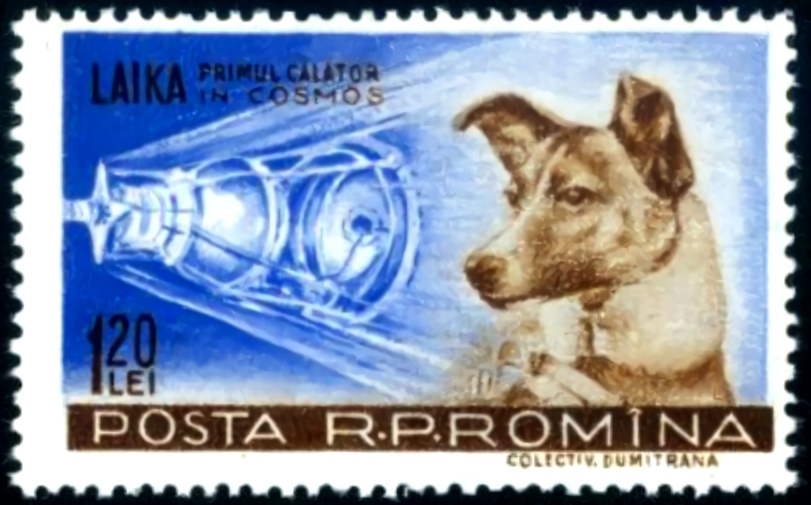
Lieferte die Inspiration zu dieser Geschichte: Sputnik-Reisende Laika (1957), hier auf einer Briefmarke

## Handlung
Nur höchst ungern ist der Veterinär und Biologe Dr. Peter Holmes einer Bitte Professor Roberts von der Internationalen Wissenschaftskonferenz in Genf nachgekommen, seinen geliebten Hund, den er „Wolf“ genannt hat, für ein Weltraumprojekt, das den ersten bemannten Mondflug vorbereiten solle, zur Verfügung zu stellen. Wolf soll nicht weniger als für wissenschaftliche Experimente ins All geschossen werden. Nun erinnert sich Holmes (in einer längeren Rückblende) schmerzlich an seine gemeinsame Zeit mit seinem geliebten, vierbeinigen „Findelkind“. Einst las Dr. Holmes den kleinen Wolfshundwelpen in der Wildnis auf und zog ihn groß. Zwischenzeitlich ging das Tier bei einem Sturz in einen reißenden Strom verloren, wurde aber gerettet und kehrte nach einigen weiteren Abenteuern wohlbehalten zu seinem Herrchen zurück.
Zurück in der Gegenwart, taucht die Weltraumkapsel wieder in die Erdatmosphäre ein und landet irgendwo im Nirgendwo, im unzugänglichen, arktischen Gebiet nördlich des Polarkreises. Die NASA sieht sich nicht imstande, eine Rettungsmission loszuschicken, und so packt Dr. Holmes sein Bündel, schnallt sich die Langlaufskier an, sattelt sein Rentier und macht sich mit dem festen Willen, „Wolf“ ein zweites Mal zu retten, in die Tundra auf. Tief in Schnee und Eis nähert sich ihm plötzlich ein aufgeregter Wolfshund entgegen und führt ihn zu einer im Eis eingebrochenen Lappin namens Ara. Peter rettet die junge Frau und findet heraus, dass es eben jene Ara war, die einst den kleinen „Wolf“ aus dem reißenden Fluss gerettet hatte. Ara geht in dieser Einöde ihrem Vater zur Hand, der vor Ort eine Wetterstation betreibt, die wichtige meteorologische Daten für die Polarflugroute liefert.
Peter und Ara kommen sich zwischenmenschlich näher, was prompt zu einem neuen Konflikt führt. Denn Ara ist eigentlich mit dem Holzfäller Johan verbandelt, und alle erwarten, dass die beiden demnächst heiraten werden. Dem kraftstrotzenden Landmenschen passt es überhaupt nicht, dass Peter seiner Liebe zu Ara in die Quere zu kommen scheint. Die aber versucht Peter in ihr Leben und die volkstümlichen Bräuche jenseits des Polarkreises einzubinden. Peter Holmes plant jedoch nicht, länger als unbedingt in dieser Eiseskälte zu bleiben. Obwohl „Wolfs“ neue Besitzerin, lässt Ara den Wolfshund mit Peter ziehen. Doch zuvor will Johan sich seiner Liebsten gegenüber als „ganzer Mann“ beweisen und fordert den verhassten Eindringling heraus. Es kommt zu einem Boxkampf, bei dem Johan erst zu unfairen Mitteln und dann zu seinem Messer greift. „Wolf“ zeigt nun seine Treue zu Herrchen Peter und attackiert den Angreifer. Jetzt haben Hund und Herrchen endgültig wieder zusammengefunden.

## Produktionsnotizen
Zurück aus dem Weltall entstand von April bis Juni 1958 in Finnland (bis Mitte Mai Außenaufnahmen in und bei Ivalo in Lappland) und Berlin (Studioaufnahmen) und erlebte am 6. Mai 1959 seine Deutschland-Premiere im Münchner Mohren-Filmtheater. In Finnland konnte man den Streifen unter dem Titel Avaruusraketilla rakkauteen seit dem 15. Januar sehen.
Für den deutschen Kameraveteran Herbert Körner war dies der letzte Kinofilm.

## Kritiken
Im Filmdienst heißt es: „Die kuriose Handlung ist das einzig Bemerkenswerte in einem ansonsten sentimentalen und banalen Heimatfilm mit Love-Story.“